# Палатик
Палатик (болг. Палатик) — село в Благоевградской области Болгарии. Входит в состав общины Белица. Находится примерно в 10 км к востоку от центра города Белица и примерно в 49 км к востоку от центра города Благоевград. По данным переписи населения 2011 года, в селе  проживало 255 человек, преобладающая национальность — болгары.

## Население
| Год     | 1985 | 1992 | 2001 | 2011 |
| ------- | ---- | ---- | ---- | ---- |
| Жителей | 232  | 270  | 269  | 255  |

|  |